# Championnats du monde de char à voile 2014
Navigation
2012 2018
Les 14e championnats du monde de char à voile 2014, organisés par le pays hôte sous l'égide de la fédération internationale du char à voile, se sont déroulés du 12 au 20 juillet 2014 à Smith Creek Playa dans l'État du Nevada aux États-Unis,. Localisation de Smith Creek Playa → 39° 18′ 56″ N, 117° 30′ 17″ O

## Podium
| Épreuve         | Or                  | Argent                 | Bronze              |
| --------------- | ------------------- | ---------------------- | ------------------- |
| Classe Standart | Thierry Kaisin      | Alain Lebrun           | François Garnavault |
| Classe 2        | Phil Rothrock       | Alan Wirtanen          | Nord Embroden       |
| Classe 3        | Dennis Bassano      | Bernard Peirs          | Symen Voet          |
| Classe 5 Sport  | Aurélien Morandière | Brice Petit            | Sven Kraja          |
| Classe 5 Promo  | Titouan Renet       | François-Xavier Fiquet | Antoine Gueydan     |
| Mini Yacht      | John Eisenlohr      | François-Xavier Fiquet | Sven Kraja          |
| Manta Single    | Jack Robertson      | Jim Goss               | Curtis Obi          |
| Manta Twin      | Larry Hatch         | Duncan Harrison        | Carl Eberly         |

| Épreuve         | Or                | Argent            | Bronze         |
| --------------- | ----------------- | ----------------- | -------------- |
| Classe Standart | Morgane Floc'h    | Mary Robertson    | Katoo Demuyere |
| Classe 3        | Laurie MacKenzie  | -                 | -              |
| Classe 5 Sport  | Gita Steinhusen   | -                 | -              |
| Classe 5 Promo  | Charlotte Lambert | Clémence Lambert  | Alexia Kamoen  |
| Mini Yacht      | Christine Touati  | Gita Steinhusen   | Mary Robertson |
| Manta Single    | Sheila Eberly     | Mary Robertson    | Cindy Carter   |
| Manta Twin      | Debbie Cramer     | Geraldine Lampert | Renee fields   |

## Tableau des médailles par nation
| Rang | Nation     | Or | Argent | Bronze | Total |
| ---- | ---------- | -- | ------ | ------ | ----- |
| 1    | États-Unis | 4  | 3      | 3      | 10    |
| 2    | France     | 3  | 3      | 3      | 9     |
| 3    | Belgique   | 1  | 2      | 1      | 4     |
| 4    | Allemagne  | -  | -      | 1      | 1     |

| Rang | Nation     | Or | Argent | Bronze | Total |
| ---- | ---------- | -- | ------ | ------ | ----- |
| 1    | États-Unis | 3  | 3      | 3      | 9     |
| 1    | France     | 3  | 1      | 0      | 4     |
| 3    | Allemagne  | 1  | -      | -      | 1     |
| 4    | Belgique   | -  | 1      | 2      | 3     |